# داني هينمان
كان داني هينمان (23 نوفمبر 1872 - 31 يناير 1962) مهندسًا ورجل أعمال بلجيكيًا أمريكيًا. كان العضو المنتدب والمساهم المسيطر في شركة Sofina الصناعية متعددة الجنسيات البلجيكية. كان راعيًا غزيرًا للعلوم وخاصة من خلال مؤسسة هينمان في العلوم الطبية وجوائز في الفيزياء الرياضية والفيزياء الفلكية.